# 殺螺劑
殺螺劑（Molluscicides；/məˈlʌskɪˌsaɪd, -ˈlʌsɪ-/），亦作灭螺剂、殺軟體動物劑，是一種農藥類的殺生物劑，在歐洲共同體的Biocidal Products Directive 98/8/EC (BPD)分類屬於第3組：「害蟲控制」的產品類型16：「殺螺劑」。透過毒殺或誘餌對螺、蝸牛、蛞蝓等軟體動物使用，從而保護農作物或園藝作物等經濟作物，控制腹足類的生長。
多種化學品可用作殺螺劑：
- 金屬鹽，例如：磷酸鐵[5]、硫酸鋁，相對無毒，還用於有機園藝；
- 聚乙醛（Metaldehyde）：有效成份為四聚乙醛[5]「2,4,6,8-tetramethyl-1,3,5,7-tetraoxacyclo-octane」[6]，有可濕水的粉劑及藥餌兩種[3]；
- 甲硫威（Methiocarb）
- 乙酰膽鹼酯酶抑制劑：對其他動物和人類有劇毒，也是一種接觸毒藥。

其他可以用作殺螺劑的物質還有：
- 氯硝柳胺（Clonitralid、Bayluscid）；
- 耐克螺（Niclosamide）[3]；
- 甚至其實食鹽（NaCl）也是一種廉價的替代方案[7]，透過改變螺類的滲透壓，令螺類身體的水份被不斷抽走，對螺類帶來致命的後果[8]。

## 意外及中毒
金屬鹽系列的殺螺劑對於高等動物基本來講是無毒的。然而，以聚乙醛為基礎的，尤其是以乙酰膽鹼酯酶抑製劑為基礎的產品，卻具有很強的毒性，曾有導致寵物和人類死亡的案例。聚乙醛的致死劑量為400 mg/kg。
部分產品加入了苦味劑，用以減少意外誤服中毒的風險，但無法完全防止中毒意外。
抗膽鹼能藥（例如：阿托品）可以用作為乙酰膽鹼酯酶抑製劑中毒的解毒劑。金屬醛並沒有解毒劑，只能依照病徵進行治療。
滅蟲威對於長時間接觸的人可引起急性中毒，同時也會毒害水中生物。

## 參看
- 病虫害防治
- 生物控制害蟲
- 生物農藥

## 外部連結
- Overview of potential piscicides and molluscicides for controlling aquatic pest species in New Zealand  （页面存档备份，存于）
- National Pesticide Information Center (NPIC) （页面存档备份，存于） Information about pesticide-related topics.
  - Get Rid of Slugs and Snails, Not Puppy Tails! Case Profile （页面存档备份，存于） - National Pesticide Information Center
  - Slugs and Snails （页面存档备份，存于） - National Pesticide Information Center
- Snail bait and dogs
- Snail Bait Poisoning
- Safety in the Garden （页面存档备份，存于）
- Metaldehyde toxicity （页面存档备份，存于）
- Iron phosphate: The first honestly effective snail & slug bait （页面存档备份，存于）

Template:Pesticides